# 武蔵野調理師専門学校
武蔵野調理師専門学校（むさしのちょうりしせんもんがっこう）は、東京都豊島区南池袋3-12-5にある専門学校。1968年4月に設立。設置者は学校法人後藤学園。厚生労働大臣指定校、東京都知事認可、調理師養成施設。1人1台の調理台を装備した実習室があり、実習中心のカリキュラムが特徴。

## 設置学科
- 高度調理経営科
- 高度調理製菓科
- 調理師科

## 取得可能資格・取得目標資格
- 調理師免許
- 専門調理師・調理技能士
- 調理師養成施設助手
- レストランサービス技能検定
- NPO日本食育インストラクター協会認定 食育インストラクター
- フードコーディネーター
- 専門士（衛生専門課程）
- 食品技術管理専門士
- 色彩検定（目標資格）
- 商業簿記3級（目標資格）

## 所在地
東京都豊島区南池袋3-12-5

## 交通アクセス
池袋駅東口徒歩5分

## グループ校
- 専門学校武蔵野ファッションカレッジ
- 武蔵野栄養専門学校
- 武蔵丘短期大学